# Edmundo I de Inglaterra
Edmundo I el Magnífico nació en el año 921, siendo el mayor de los cuatro hijos de Eduardo el Viejo, rey de Wessex, y de su tercera esposa, Edgiva, hija de Sigehelm, caballero de Kent.
Al morir su medio-hermano, el rey Athelstan (27 de octubre del 939) le sucede en el trono, siendo coronado en Kingston upon Thames el 29 de noviembre de 939.
Poco después su proclamación como rey tuvo que hacer frente a varias amenazas militares. El rey Amlaíb mac Gofraid había conquistado Northumbria e invadido los Tierras Medias, por lo que el nuevo monarca tuvo que aceptar la paz. Cuando Olaf murió en 941, Edmundo pudo reconquistar los Tierras Medias. 
En 940 se casó con Elgiva -luego canonizada-, cuyos orígenes son desconocidos, naciendo de este enlace 3 hijos:
- Edwy (n. 941-m. Gloucester, 1 de octubre del 959), apodado "el Bello", rey de Inglaterra al suceder a su tío Edred en 955.

- Una hija (n. 942?-m. ?), casada con Balduino, conde de Hesdin.

- Edgar el Pacífico (n. 943-m. Winchester, 8 de julio de 975), apodado "el Pacífico", sucesor de su hermano en el trono.

Viudo en 944, se casa nuevamente en 946 -pocas semanas antes de su asesinato- con Ethelfleda, hija de Alfgar, señor de los Wilsaetas.
En 943 se convirtió en padrino del rey Olaf de York, que además era su sobrino, hijo de su media-hermana Eadgifu de Wessex. En 944, Edmundo logra reconquistar Northumbria. En ese mismo año su aliado Olaf de York perdió su trono y marcha a Dublín, en Irlanda. Olaf es proclamado entonces rey de Dublín como Olaf Cuaran, continuando como aliado de su tío y padrino. 
En 945 Edmundo conquista el reino de Strathclyde pero le concede sus derechos sobre el territorio a Malcolm I de Escocia. A cambio, firmaron un tratado de ayuda mutua, estableciéndose así una política de fronteras seguras y de relaciones pacíficas con Escocia. Durante su reinado, además, comienza el renacimiento de los monasterios católicos, dándose un gran impulso a la Iglesia en los reinos ingleses.
Fue asesinado a los 25 años de edad, cuando asistía a misa en la localidad de Pucklechurch, Dorset, el 26 de mayo de 946, por Leofa, un ladrón exiliado. El rey había estado participando en una fiesta en Pucklechurch cuando escupió a Leofa frente a la muchedumbre. Como el proscrito rechazara irse, el rey y sus consejeros lucharon contra Leofa, muriendo ambos durante esta pelea. Fue sepultado en la abadía de Glastonbury, en Somerset. Un reciente artículo reexamina la muerte de Edmundo y descarta la crónica posterior como una ficción, sugiriendo que el rey fue víctima de un asesinato político